# Планалту (Парана)
Планалту (порт. Planalto) — муниципалитет в Бразилии, входит в штат Парана. Составная часть мезорегиона Юго-запад штата Парана. Входит в экономико-статистический микрорегион Капанема. Население составляет 13 624 человека на 2006 год. Занимает площадь 345,740 км². Плотность населения — 38,8 чел./км².

## Статистика
- Валовой внутренний продукт на 2004 год составляет 102 739 734,00 реалов (данные: Бразильский институт географии и статистики).
- Валовой внутренний продукт на душу населения на 2004 год составляет 7444 реалов (данные: Бразильский институт географии и статистики).
- Индекс развития человеческого потенциала на 2000 год составляет 0,763 (данные: Программа развития ООН).

## География
Климат местности: субтропический.